# Ochridská škola

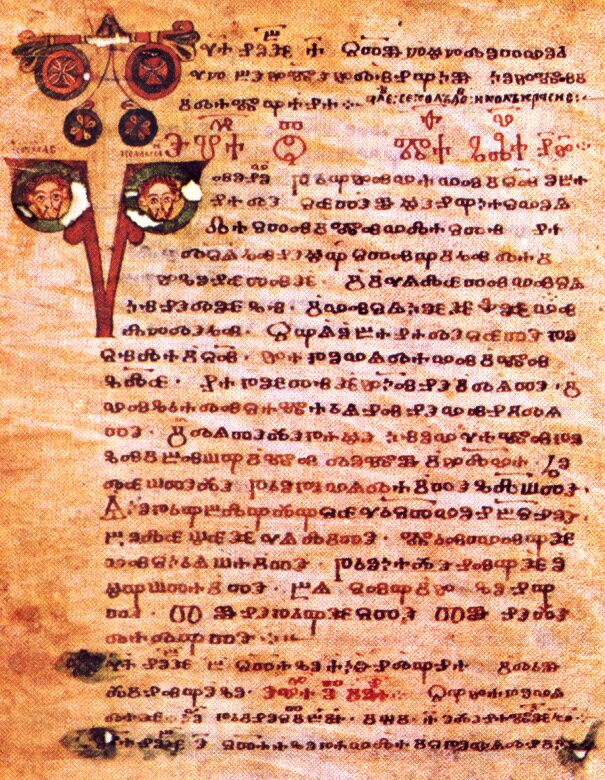
Assemanův evangeliář (kolem roku 1000)

Ochridská škola byla makedonská literární škola, již na přelomu 9. a 10. století založil Kliment Ochridský, žák Cyrila a Metoděje, který předtím působil na Velké Moravě. On i jiní žáci Cyrila a Metoděje byli po příklonu velkomoravských panovníků k západnímu křesťanství z Moravy vyhnáni a útočiště nalezli nejprve v Bulharsku. Zde Kliment založil preslavskou literární školu (někdy zvána též plisecko-preslavská). Později se ale na výzvu panovníka Borise I. přemístil i se svými žáky k Ochridskému jezeru (dnes na pomezí Severní Makedonie a Albánie), kde roku 886 založil klášter sv. Pantelejmona a v něm druhou literární školu, zvanou právě ochridská. Obě tyto školy založily literární a vzdělaneckou tradici na Balkáně. Krom Klimenta byli významnými představiteli školy mnich Chrabr a sv. Naum, který stál v čele školy poté, co se Kliment stal velickým biskupem. K významným dílům této školy patří tzv. Assemanův evangeliář.